# Cerotoma trifurcata
Cerotoma trifurcata là một loài bọ cánh cứng trong họ Chrysomelidae. Loài này được Forster mô tả khoa học năm 1771.